# غون باباق (غوغ تبة)
غون باباق (بالفارسية: گون‌پاپاق) هي قرية تقع في إيران في أردبيل. يقدر عدد سكانها بـ 462 نسمة بحسب إحصاء 2016.